# Port lotniczy Grodno
Port lotniczy Grodno (IATA: GNA, ICAO: UMMG) – port lotniczy położony 18 km na południe od centrum Grodna, na Białorusi.

## Kierunki lotów i linie lotnicze
| Linia lotnicza | Kierunek                 |
| -------------- | ------------------------ |
| Belavia        | Sezonowo: 1. Kaliningrad |